# The Three Caballeros
The Three Caballeros (prt: Caixinha de Surpresas, ou A Caixinha de Surpresas; bra: Você Já Foi à Bahia?)  é um filme estadunidense de animação produzido pela Disney em 1944. É o sétimo filme de animação dos estúdios Disney, sendo dirigido por Norm Ferguson. Clyde Geronimi, Jack Kinney e Bill Roberts atuaram como diretores de sequências.
O filme leva a uma aventura pelas Américas combinando live-action com animação e possui uma série de segmentos estrelando Pato Donald abrindo presentes de aniversário de seus amigos estrangeiros. O primeiro presente é um projetor de cinema, pelo qual Donald assiste ao desenho "Aves Raras" (The rare birds) sobre pássaros curiosos da América do Sul. Um dos apresentados é o Aracuã, ave de comportamento tresloucado que faz outras aparições aleatórias durante o resto do filme e que apareceu em quadrinhos brasileiros com o nome de "Folião". O segundo é um livro sobre o Brasil, entregue por Zé Carioca; e o terceiro é uma "pinhata", trazida por Panchito.

## Segmentos do filme
O filme possui sete segmentos com um tema central: presentes de aniversário do Pato Donald pelos seus amigos das Américas.

### O Pinguim Friorento
Um pinguim chamado Pablo (Paulinho na dublagem brasileira), está descontente com as condições de frio do Pólo Sul e decide ir para terras mais quentes (parte de "Aves Raras").

### O Burrico Voador
É a aventura de Gauchinho na Argentina e seu jumento voador (parte de "Aves Raras").

### Bahia
É a viagem através de um livro escrito sobre Salvador da Bahia, a antiga capital do Brasil. Zé Carioca leva o Pato Donald a conhecer lugares turísticos e também a dança local. Donald se apaixona pela cantora Aurora Miranda (em live action, cantora real interagindo com as animações) que interpreta a canção "Os Quindins de Iaiá".

### Las Posadas
É a história de um grupo de crianças mexicanas que celebravam véspera de Natal, em procissão, reencenando a viagem de Maria e José em busca de um lugar para passar a noite e ir de casa em casa até que alguém oferece hospedagem e uma participação num festa que inclui, entre outras coisas, a quebra da piñata.

### Mexico: Pátzcuaro, Vera Cruz e Acapulco
Panchito guia o giro pelo México de Donald e Zé Carioca, a bordo de um poncho voador. Muitas danças e canções são ouvidas enquanto Donald perde o controle ao sobrevoar as praias e se encantar pelas mulheres locais.

### You Belong To My Heart
É a combinação de famosa canção inglesa (em espanhol, "Solamente una vez") cantada por Dora Luz tendo o céu noturno da Cidade do México como pano de fundo.

### Donald's Surreal Reverie
É o culminar de Donald romântico que recebe vários beijos. Donald e uma garota mexicana (Carmem Molina) dançam ao som de "La Sandunga", depois a mesma mulher conduz cactos que dançam "Jesusita en Chihuahua", canção típica revolucionária, novamente em uma cena que combina ação real ao vivo com  animação. De repente, um novo cenário se apresenta com Panchito, Zé Carioca e Donald tendo que lidar com um touro bravo.

## Elenco
- Clarence Nash como Pato Donald
- José Oliveira como Zé Carioca
- Joaquin Garay como Panchito
- Almirante como Aracuã
- Aurora Miranda como Iaiá

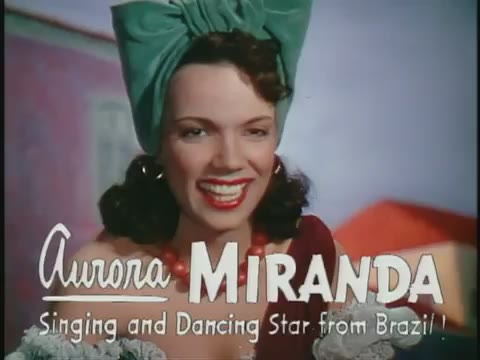
Aurora Miranda

- Sterling Holloway como narrador de O Pinguim Friorento
- Frank Graham como Narrador
- Fred Shields como Narrador
- Francisco "Frank" Mayorga como guitarrista mexicano

## Música
A música da parte mexicana foi escrita pelo compositor mexicano Manuel Esperón, que compôs para quase 540 filmes na Era de Ouro do Cinema Mexicano. Walt Disney, depois de ver seu sucesso em filmes mexicanos, o chamou pessoalmente para participar de The Three Caballeros. A música principal da parte mexicana é "Ay, Jalisco, no te rajes!", uma das canções mais famosas de Esperon.

### Canções
- José de Oliveira, Aloysio de Oliveira e Nestor Amaral - Você já foi à Bahia?
- Nestor Amaral - Na Baixa do Sapateiro (Baía)
- Aurora Miranda, José Oliveira, Aloysio de Oliveira e Nestor Amaral - Os Quindins de Iaiá
- Joaquin Garay, Clarence Nash e José Oliveira - Los Tres Caballeros
- Carlos Ramírez - Mexico
- Felipe Gil e Trío Calaveras - Lilongo
- Dora Luz - You Belong To My Heart
- Dora Luz e Clarence Nash - Zadunga

A da parte brasileira conta com diversas composições de autores conhecidos tais como Ari Barroso ("Na baixa do sapateiro" ou "Baía" e "Os quindins de Iáiá"), Dorival Caymmi (não creditado, "Você já foi à Bahia?" ou "Have You Ever Been to Baía?", cantada por Zé Carioca) além de João de Barro.

## Prêmios e indicações
| Prêmio     | Categoria            | Recipiente                                   | Resultado |
| ---------- | -------------------- | -------------------------------------------- | --------- |
| Oscar 1946 | Melhor trilha sonora | Charles Wolcott, Edward Plumb, Paul J. Smith | Indicado  |
| Oscar 1946 | Melhor som           | C. O. Slyfield                               | Indicado  |

## Outras mídias
Em 9 de junho de 2018, uma nova série animada de 13 episódios chamada Legend of the Three Caballeros foi produzida pela Disney Interactive com foco em aventuras e foi lançado no aplicativo DisneyLife nas Filipinas, em novembro do ano, Zé Carioca e Panchito aparecem no episódio "The Town Where Everyone Was Nice!" da segunda temporada do reboot de DuckTales.